# Lorenzo D'Ercole
Lorenzo D'Ercole (Pistoia, 11 febbraio 1988) è un ex cestista italiano, di ruolo playmaker o guardia. Nel corso della propria carriera ha vinto due Scudetti (nel 2007 e nel 2010), una Coppa Italia (nel 2010), una Supercoppa Italiana (nel 2009) e ha disputato due All Star Game (nel 2011 e nel 2012).
Inoltre vanta più di 380 presenze in Serie A fra stagione regolare e play-off, più di 90 presenze in competizioni europee (Eurolega, Eurocup, Champions League e FIBA Europe Cup) e quattordici presenze con la Nazionale Italiana.

## Carriera

### Club
Cresce cestisticamente nel vivaio della Rb Montecatini, club con il quale all’età di 16 compie l’esordio nella pallacanestro professionistica disputando due partite nel campionato di Legadue 2004-2005. Nel corso dei due incontri realizza sei punti nei pochissimi minuti messi a disposizione da coach Marco Calvani, mettendo così in mostra fin da subito le proprie capacità da buon tiratore.
All’età di 17 anni compie il salto di categoria in Serie A, venendo ingaggiato da una delle squadre all’epoca più competitive del campionato: la Mens Sana Siena.
Gioca la sua prima partita nel massimo livello professionistico del campionato italiano il 9 ottobre 2005 contro Orlandina Basket, match nel quale segna anche i primi due punti realizzando un canestro al primo tentativo.
La stagione successiva contribuisce, giocando tredici partire di stagione regolare e quattro di play-off (segnando complessivamente venti punti), alla vittoria dello Scudetto 2006-2007. In questa stagione compie anche l’esordio nella pallacanestro internazionale disputando quattro partite di ULEB Cup, attuale Eurocup.
La società senese decide, l’anno successivo, di cedere in prestito D’Ercole al Basket Livorno in Legadue per poter trovare più spazio in campo e fare gavetta nel secondo livello del campionato italiano. In terra labronica segna di media oltre cinque punti a partita e prende parte a tutti e trenta gli incontri stagionali contribuendo alla salvezza.
Visti i molti segnali positivi nella serie cadetta, la stagione seguente viene promosso nuovamente in Serie A e gioca in prestito tra le file della Snaidero Udine Disputa 28 partite con un minutaggio di 16.7 minuti a partita e realizza un season high di 15 punti contro la Fortitudo Bologna.
Nella stagione di Serie A 2009-2010 torna a vestire la maglia della Mens Sana Siena.
Con la squadra senese compie l’impresa di vincere il treble nazionale vincendo Supercoppa italiana, Coppa Italia, e Scudetto. In questa stagione compie il suo esordio in Eurolega, massima competizione di pallacanestro professionistica per club in Europa.
Nell'estate 2010 viene ingaggiato dalla Vanoli Cremona dove viene riconfermato anche per la stagione successiva. Nel corso dei due anni con la società lombarda gioca sessanta partite segnando oltre duecento punti.
Nella stagione 2012-2013 firma con la Virtus Roma. Con la squadra capitolina si rende partecipe di una stagione importante, culminata con le finali play-off scudetto perse 4-1 contro la Mens Sana Siena. La stagione successiva con la Virtus, disputa l'Eurocup e raggiunge la semifinale scudetto. Nell'estate 2014, dopo avere rinnovato il contratto, viene nominato capitano della squadra. La squadra disputa una grande stagione europea arrivando sino agli ottavi di finale in Eurocup, persi contro il Banvit.
L’anno successivo viene ingaggiato dalla Dinamo Sassari, squadra campione d’Italia in carica. In questa stagione ha nuovamente modo di giocare in Eurolega e in Eurocup. Rinnova con la Dinamo per un altro anno ed esordisce nella neonata Basketball Champions League.
Nell’estate del 2017 firma con la Scandone Avellino con la quale partitecipa per due anni al campionato di Serie A (raggiungendo in entrambi gli anni i play-off), alla Basketball Champions League e alla FIBA Europe Cup (della quale raggiunge la finale).
Nell'estate 2019 torna nella propria città natale per giocare con la divisa del Pistoia Basket, sempre in massima serie. Il 1º luglio 2020 viene ufficializzato il suo acquisto da parte della Reyer Venezia. Il 17 febbraio 2021 si accasa al Derthona Basket società di Serie A2., dove vince il campionato e ottiene la storica promozione in Serie A.

## Statistiche

### Club

#### Campionato
Stagione regolare
| Stagione        | Squadra           | Competizione | Partite | Partite | Partite | Statistiche tiro | Statistiche tiro | Statistiche tiro | Altre statistiche | Altre statistiche | Altre statistiche | Altre statistiche | Altre statistiche |
| Stagione        | Squadra           | Competizione | Pres.   | Titol.  | Minuti  | Tiri da 2        | Tiri da 3        | Liberi           | Rimb.             | Assist            | Rubate            | Stopp.            | Punti             |
| --------------- | ----------------- | ------------ | ------- | ------- | ------- | ---------------- | ---------------- | ---------------- | ----------------- | ----------------- | ----------------- | ----------------- | ----------------- |
| 2004-2005       | Montecatini       | Legadue      | 2       | 0       | 11      | 1/1              | 1/1              | 1/2              | 3                 | 1                 | 0                 | 0                 | 6                 |
| 2005-2006       | Mens Sana Siena   | Serie A      | 7       | 0       | 11      | 1/3              | 0/3              | 0/0              | 0                 | 1                 | 1                 | 0                 | 2                 |
| 2006-2007       | Mens Sana Siena   | Serie A      | 13      | 0       | 43      | 2/6              | 4/10             | 1/2              | 2                 | 4                 | 2                 | 1                 | 17                |
| 2007-2008       | Basket Livorno    | Legadue      | 30      | 13      | 624     | 27/54            | 30/100           | 18/27            | 56                | 19                | 31                | 1                 | 162               |
| 2008-2009       | Pallalcesto Udine | Serie A      | 28      | 7       | 467     | 15/32            | 21/72            | 8/10             | 30                | 30                | 27                | 0                 | 101               |
| 2009-2010       | Mens Sana Siena   | Serie A      | 13      | 0       | 43      | 2/4              | 2/6              | 0/0              | 0                 | 1                 | 7                 | 3                 | 10                |
| 2010-2011       | Vanoli Cremona    | Serie A      | 28      | 0       | 405     | 16/29            | 20/61            | 11/20            | 35                | 24                | 29                | 0                 | 103               |
| 2011-2012       | Vanoli Cremona    | Serie A      | 32      | 0       | 483     | 13/37            | 29/72            | 5/8              | 36                | 18                | 15                | 0                 | 118               |
| 2012-2013       | Virtus Roma       | Serie A      | 29      | 7       | 720     | 17/39            | 40/100           | 15/19            | 53                | 25                | 36                | 0                 | 169               |
| 2013-2014       | Virtus Roma       | Serie A      | 29      | 5       | 392     | 5/11             | 15/48            | 4/5              | 24                | 19                | 15                | 1                 | 59                |
| 2014-2015       | Virtus Roma       | Serie A      | 30      | 0       | 573     | 14/45            | 22/74            | 9/12             | 49                | 38                | 27                | 0                 | 103               |
| 2015-2016       | Dinamo Sassari    | Serie A      | 21      | 2       | 184     | 3/10             | 7/19             | 2/2              | 15                | 12                | 6                 | 0                 | 29                |
| 2016-2017       | Dinamo Sassari    | Serie A      | 24      | 5       | 299     | 1/3              | 11/39            | 0/0              | 22                | 15                | 10                | 0                 | 35                |
| 2017-2018       | Scandone Avellino | Serie A      | 30      | 13      | 456     | 6/19             | 26/62            | 4/5              | 41                | 23                | 11                | 0                 | 94                |
| 2018-2019       | Scandone Avellino | Serie A      | 27      | 3       | 419     | 4/18             | 13/46            | 4/6              | 30                | 26                | 8                 | 0                 | 51                |
| 2019-2020       | Pistoia Basket    | Serie A      | 21      | 12      | 337     | 4/14             | 10/32            | 2/2              | 34                | 6                 | 7                 | 1                 | 40                |
| Totale carriera |                   |              |         |         |         |                  |                  |                  |                   |                   |                   |                   |                   |

Play-off
| Stagione        | Squadra           | Competizione    | Partite | Partite | Partite | Statistiche tiro | Statistiche tiro | Statistiche tiro | Altre statistiche | Altre statistiche | Altre statistiche | Altre statistiche | Altre statistiche |
| Stagione        | Squadra           | Competizione    | Pres.   | Titol.  | Minuti  | Tiri da 2        | Tiri da 3        | Liberi           | Rimb.             | Assist            | Rubate            | Stopp.            | Punti             |
| --------------- | ----------------- | --------------- | ------- | ------- | ------- | ---------------- | ---------------- | ---------------- | ----------------- | ----------------- | ----------------- | ----------------- | ----------------- |
| 2006-2007       | Mens Sana Siena   | Playoff Serie A | 4       | 0       | 6       | 0/0              | 1/1              | 0/0              | 1                 | 1                 | 0                 | 0                 | 3                 |
| 2009-2010       | Mens Sana Siena   | Playoff Serie A | 8       | 0       | 14      | 1/2              | 0/1              | 0/0              | 0                 | 0                 | 1                 | 0                 | 2                 |
| 2012-2013       | Virtus Roma       | Playoff Serie A | 18      | 0       | 329     | 7/14             | 14/42            | 7/7              | 23                | 12                | 16                | 1                 | 63                |
| 2013-2014       | Virtus Roma       | Playoff Serie A | 6       | 6       | 118     | 2/3              | 4/13             | 0/0              | 6                 | 6                 | 6                 | 0                 | 16                |
| 2015-2016       | Dinamo Sassari    | Playoff Serie A | 1       | 0       | 7       | 1/1              | 1/1              | 0/0              | 0                 | 1                 | 0                 | 0                 | 5                 |
| 2016-2017       | Dinamo Sassari    | Playoff Serie A | 3       | 0       | 34      | 0/0              | 2/4              | 0/0              | 4                 | 1                 | 2                 | 0                 | 6                 |
| 2017-2018       | Scandone Avellino | Playoff Serie A | 4       | 0       | 38      | 0/1              | 1/5              | 0/0              | 4                 | 3                 | 1                 | 0                 | 3                 |
| 2018-2019       | Scandone Avellino | Playoff Serie A | 4       | 0       | 24      | 0/0              | 0/3              | 0/0              | 4                 | 2                 | 0                 | 0                 | 0                 |
| Totale carriera |                   |                 |         |         |         |                  |                  |                  |                   |                   |                   |                   |                   |

#### Coppa Italia
| Stagione        | Squadra           | Competizione    | Partite | Partite | Partite | Statistiche tiro | Statistiche tiro | Statistiche tiro | Altre statistiche | Altre statistiche | Altre statistiche | Altre statistiche | Altre statistiche |
| Stagione        | Squadra           | Competizione    | Pres.   | Titol.  | Minuti  | Tiri da 2        | Tiri da 3        | Liberi           | Rimb.             | Assist            | Rubate            | Stopp.            | Punti             |
| --------------- | ----------------- | --------------- | ------- | ------- | ------- | ---------------- | ---------------- | ---------------- | ----------------- | ----------------- | ----------------- | ----------------- | ----------------- |
| 2009-2010       | Mens Sana Siena   | Coppa Italia    | 2       | 0       | 5       | 0/1              | 0/1              | 2/2              | 0                 | 0                 | 0                 | 0                 | 2                 |
| 2012-2013       | Virtus Roma       | Coppa Italia    | 2       | 1       | 51      | 1/3              | 1/3              | 4/4              | 3                 | 0                 | 4                 | 0                 | 9                 |
| 2013-2014       | Virtus Roma       | Coppa Italia    | 1       | 1       | 11      | 0/0              | 0/2              | 0/0              | 0                 | 0                 | 0                 | 0                 | 0                 |
| 2016-2017       | Dinamo Sassari    | Coppa Italia    | 3       | 0       | 25      | 0/0              | 0/1              | 0/0              | 1                 | 1                 | 2                 | 0                 | 0                 |
| 2017-2018       | Scandone Avellino | Coppa Italia    | 1       | 1       | 27      | 0/0              | 4/7              | 0/0              | 4                 | 0                 | 0                 | 0                 | 12                |
| 2018-2019       | Scandone Avellino | Coppa Italia    | 1       | 0       | 5       | 0/0              | 0/0              | 0/0              | 0                 | 0                 | 0                 | 0                 | 0                 |
| Totale carriera | Totale carriera   | Totale carriera | 10      | 3       | 124     | 1/4              | 5/14             | 6/6              | 8                 | 1                 | 6                 | 0                 | 23                |

#### Supercoppa italiana
| Stagione        | Squadra         | Competizione        | Partite | Partite | Partite | Statistiche tiro | Statistiche tiro | Statistiche tiro | Altre statistiche | Altre statistiche | Altre statistiche | Altre statistiche | Altre statistiche |
| Stagione        | Squadra         | Competizione        | Pres.   | Titol.  | Minuti  | Tiri da 2        | Tiri da 3        | Liberi           | Rimb.             | Assist            | Rubate            | Stopp.            | Punti             |
| --------------- | --------------- | ------------------- | ------- | ------- | ------- | ---------------- | ---------------- | ---------------- | ----------------- | ----------------- | ----------------- | ----------------- | ----------------- |
| 2009-2010       | Mens Sana Siena | Supercoppa italiana | 1       | 0       | 1       | 0/0              | 0/0              | 0/0              | 0                 | 0                 | 0                 | 0                 | 0                 |
| 2014-2015       | Virtus Roma     | Supercoppa italiana | 1       | 0       | 17      | 0/1              | 2/3              | 0/0              | 2                 | 0                 | 0                 | 0                 | 6                 |
| 2015-2016       | Dinamo Sassari  | Supercoppa italiana | 1       | 0       | 7       | 0/1              | 0/0              | 0/0              | 0                 | 0                 | 1                 | 0                 | 0                 |
| 2020-2021       | Reyer Venezia   | Supercoppa italiana | 2       | 0       | 7       | 0/1              | 0/1              | 0/0              | 0                 | 0                 | 0                 | 0                 | 0                 |
| Totale carriera | Totale carriera | Totale carriera     | 5       | 0       | 32      | 0/3              | 2/4              | 0/0              | 2                 | 0                 | 1                 | 0                 | 6                 |

#### Eurolega
| Stagione        | Squadra         | Competizione    | Partite | Partite | Partite | Statistiche tiro | Statistiche tiro | Statistiche tiro | Altre statistiche | Altre statistiche | Altre statistiche | Altre statistiche | Altre statistiche |
| Stagione        | Squadra         | Competizione    | Pres.   | Titol.  | Minuti  | Tiri da 2        | Tiri da 3        | Liberi           | Rimb.             | Assist            | Rubate            | Stopp.            | Punti             |
| --------------- | --------------- | --------------- | ------- | ------- | ------- | ---------------- | ---------------- | ---------------- | ----------------- | ----------------- | ----------------- | ----------------- | ----------------- |
| 2009-2010       | Mens Sana Siena | Eurolega        | 3       | 0       | 17      | 0/0              | 2/4              | 0/0              | 0                 | 0                 | 0                 | 0                 | 6                 |
| 2015-2016       | Dinamo Sassari  | Eurolega        | 8       | 0       | 78      | 1/3              | 1/9              | 0/0              | 5                 | 2                 | 2                 | 0                 | 5                 |
| Totale carriera | Totale carriera | Totale carriera | 11      | 0       | 95      | 1/3              | 3/13             | 0/0              | 5                 | 2                 | 2                 | 0                 | 11                |

#### Eurocup
| Stagione        | Squadra         | Competizione    | Partite | Partite | Partite | Statistiche tiro | Statistiche tiro | Statistiche tiro | Altre statistiche | Altre statistiche | Altre statistiche | Altre statistiche | Altre statistiche |
| Stagione        | Squadra         | Competizione    | Pres.   | Titol.  | Minuti  | Tiri da 2        | Tiri da 3        | Liberi           | Rimb.             | Assist            | Rubate            | Stopp.            | Punti             |
| --------------- | --------------- | --------------- | ------- | ------- | ------- | ---------------- | ---------------- | ---------------- | ----------------- | ----------------- | ----------------- | ----------------- | ----------------- |
| 2006-2007       | Mens Sana Siena | ULEB Cup        | 4       | 0       | 18      | 2/3              | 1/5              | 0/0              | 2                 | 1                 | 0                 | 0                 | 7                 |
| 2013-2014       | Virtus Roma     | Eurocup         | 8       | 2       | 129     | 2/7              | 4/18             | 3/4              | 10                | 5                 | 2                 | 0                 | 19                |
| 2014-2015       | Virtus Roma     | Eurocup         | 18      | 2       | 342     | 12/19            | 15/51            | 4/4              | 29                | 30                | 18                | 0                 | 79                |
| 2015-2016       | Dinamo Sassari  | Eurocup         | 2       | 0       | 9       | 0/0              | 0/1              | 0/0              | 0                 | 0                 | 0                 | 0                 | 0                 |
| Totale carriera | Totale carriera | Totale carriera | 32      | 4       | 498     | 14/29            | 20/75            | 7/8              | 41                | 36                | 20                | 0                 | 105               |

#### Basketball Champions League
| Stagione        | Squadra           | Competizione    | Partite | Partite | Partite | Statistiche tiro | Statistiche tiro | Statistiche tiro | Altre statistiche | Altre statistiche | Altre statistiche | Altre statistiche | Altre statistiche |
| Stagione        | Squadra           | Competizione    | Pres.   | Titol.  | Minuti  | Tiri da 2        | Tiri da 3        | Liberi           | Rimb.             | Assist            | Rubate            | Stopp.            | Punti             |
| --------------- | ----------------- | --------------- | ------- | ------- | ------- | ---------------- | ---------------- | ---------------- | ----------------- | ----------------- | ----------------- | ----------------- | ----------------- |
| 2016-2017       | Dinamo Sassari    | BCL             | 16      | 0       | 200     | 1/4              | 15/28            | 0/0              | 14                | 16                | 8                 | 0                 | 47                |
| 2017-2018       | Scandone Avellino | BCL             | 14      | 0       | 192     | 1/5              | 9/21             | 0/0              | 13                | 6                 | 4                 | 0                 | 29                |
| 2018-2019       | Scandone Avellino | BCL             | 13      | 0       | 246     | 4/8              | 13/39            | 6/6              | 28                | 15                | 2                 | 1                 | 53                |
| Totale carriera | Totale carriera   | Totale carriera | 43      | 0       | 638     | 6/17             | 37/88            | 6/6              | 55                | 37                | 14                | 1                 | 129               |

#### FIBA Europe Cup
| Stagione        | Squadra           | Competizione    | Partite | Partite | Partite | Statistiche tiro | Statistiche tiro | Statistiche tiro | Altre statistiche | Altre statistiche | Altre statistiche | Altre statistiche | Altre statistiche |
| Stagione        | Squadra           | Competizione    | Pres.   | Titol.  | Minuti  | Tiri da 2        | Tiri da 3        | Liberi           | Rimb.             | Assist            | Rubate            | Stopp.            | Punti             |
| --------------- | ----------------- | --------------- | ------- | ------- | ------- | ---------------- | ---------------- | ---------------- | ----------------- | ----------------- | ----------------- | ----------------- | ----------------- |
| 2017-2018       | Scandone Avellino | Europe Cup      | 8       | 0       | 118     | 4/5              | 11/22            | 0/0              | 6                 | 3                 | 6                 | 0                 | 41                |
| Totale carriera | Totale carriera   | Totale carriera | 8       | 0       | 118     | 4/5              | 11/22            | 0/0              | 6                 | 3                 | 6                 | 0                 | 41                |

### Nazionale
| Cronologia completa delle presenze e dei punti in Nazionale - Italia | Cronologia completa delle presenze e dei punti in Nazionale - Italia | Cronologia completa delle presenze e dei punti in Nazionale - Italia | Cronologia completa delle presenze e dei punti in Nazionale - Italia | Cronologia completa delle presenze e dei punti in Nazionale - Italia | Cronologia completa delle presenze e dei punti in Nazionale - Italia | Cronologia completa delle presenze e dei punti in Nazionale - Italia | Cronologia completa delle presenze e dei punti in Nazionale - Italia |
| Data                                                                 | Città                                                                | In casa                                                              | Risultato                                                            | Ospiti                                                               | Competizione                                                         | Punti                                                                | Note                                                                 |
| -------------------------------------------------------------------- | -------------------------------------------------------------------- | -------------------------------------------------------------------- | -------------------------------------------------------------------- | -------------------------------------------------------------------- | -------------------------------------------------------------------- | -------------------------------------------------------------------- | -------------------------------------------------------------------- |
| 11/06/2009                                                           | Porto San Giorgio                                                    | Stati Uniti                                                          | 44 - 89                                                              | Italia                                                               | Amichevole                                                           | 0                                                                    |                                                                      |
| 13/06/2009                                                           | Porto San Giorgio                                                    | Albania                                                              | 68 - 73                                                              | Italia                                                               | Amichevole                                                           | 3                                                                    |                                                                      |
| 16/06/2009                                                           | Casale Monferrato                                                    | Croazia                                                              | 76 - 82                                                              | Italia                                                               | Amichevole                                                           | 0                                                                    |                                                                      |
| 18/06/2009                                                           | Biella                                                               | Giordania                                                            | 61 - 94                                                              | Italia                                                               | Amichevole                                                           | 3                                                                    |                                                                      |
| 19/06/2009                                                           | Biella                                                               | Grecia                                                               | 79 - 67                                                              | Italia                                                               | Amichevole                                                           | 11                                                                   |                                                                      |
| 20/06/2009                                                           | Biella                                                               | Croazia                                                              | 70 - 75                                                              | Italia                                                               | Amichevole                                                           | 0                                                                    |                                                                      |
| 28/06/2009                                                           | Teramo                                                               | Albania                                                              | 69 - 106                                                             | Italia                                                               | G. Mediterraneo 2009 - Fase a gironi                                 | 5                                                                    |                                                                      |
| 29/06/2009                                                           | Teramo                                                               | Montenegro                                                           | 70 - 107                                                             | Italia                                                               | G. Mediterraneo 2009 - Fase a gironi                                 | 0                                                                    |                                                                      |
| 30/06/2009                                                           | Teramo                                                               | Turchia                                                              | 121 - 119 dts                                                        | Italia                                                               | G. Mediterraneo 2009 - Fase a gironi                                 | 12                                                                   |                                                                      |
| 01/07/2009                                                           | Roseto degli Abruzzi                                                 | Serbia                                                               | 64 - 75                                                              | Italia                                                               | G. Mediterraneo 2009 - Quarti                                        | 0                                                                    |                                                                      |
| 02/07/2009                                                           | Teramo                                                               | Croazia                                                              | 108 - 104 dts                                                        | Italia                                                               | G. Mediterraneo 2009 - Semifinali                                    | 2                                                                    |                                                                      |
| 04/07/2009                                                           | Teramo                                                               | Turchia                                                              | 88 - 71                                                              | Italia                                                               | G. Mediterraneo 2009 - Finale 3º posto                               | 2                                                                    |                                                                      |
| 13/03/2011                                                           | Milano                                                               | Italia                                                               | 90 - 88                                                              | World Stars                                                          | All Star Game                                                        | 0                                                                    |                                                                      |
| 16/02/2012                                                           | Biella                                                               | Italia                                                               | 107 - 92                                                             | World Stars                                                          | All Star Game                                                        | 9                                                                    |                                                                      |
| Totale                                                               |                                                                      | Presenze                                                             | 14                                                                   |                                                                      | Punti                                                                | 47                                                                   |                                                                      |

## Palmarès
- Campionato italiano: 2

Siena: 2006-2007, 2009-2010
- Coppa Italia: 1

Siena: 2010
- Supercoppa italiana: 1

Siena: 2009
- Campionato italiano Serie A2: 1

Derthona Basket: 2020-2021